# Madingley
Madingley est un village d’Angleterre situé dans le district de South Cambridgeshire. Il est situé près de Coton et de Dry Drayton à la périphérie de Cambridge. Le village est mentionné dans le Domesday Book sous le nom de Madingelei. Au recensement de 2011, la population de la paroisse civile était de 210 habitants.

## Monuments et lieux remarquables

### Madingley Hall

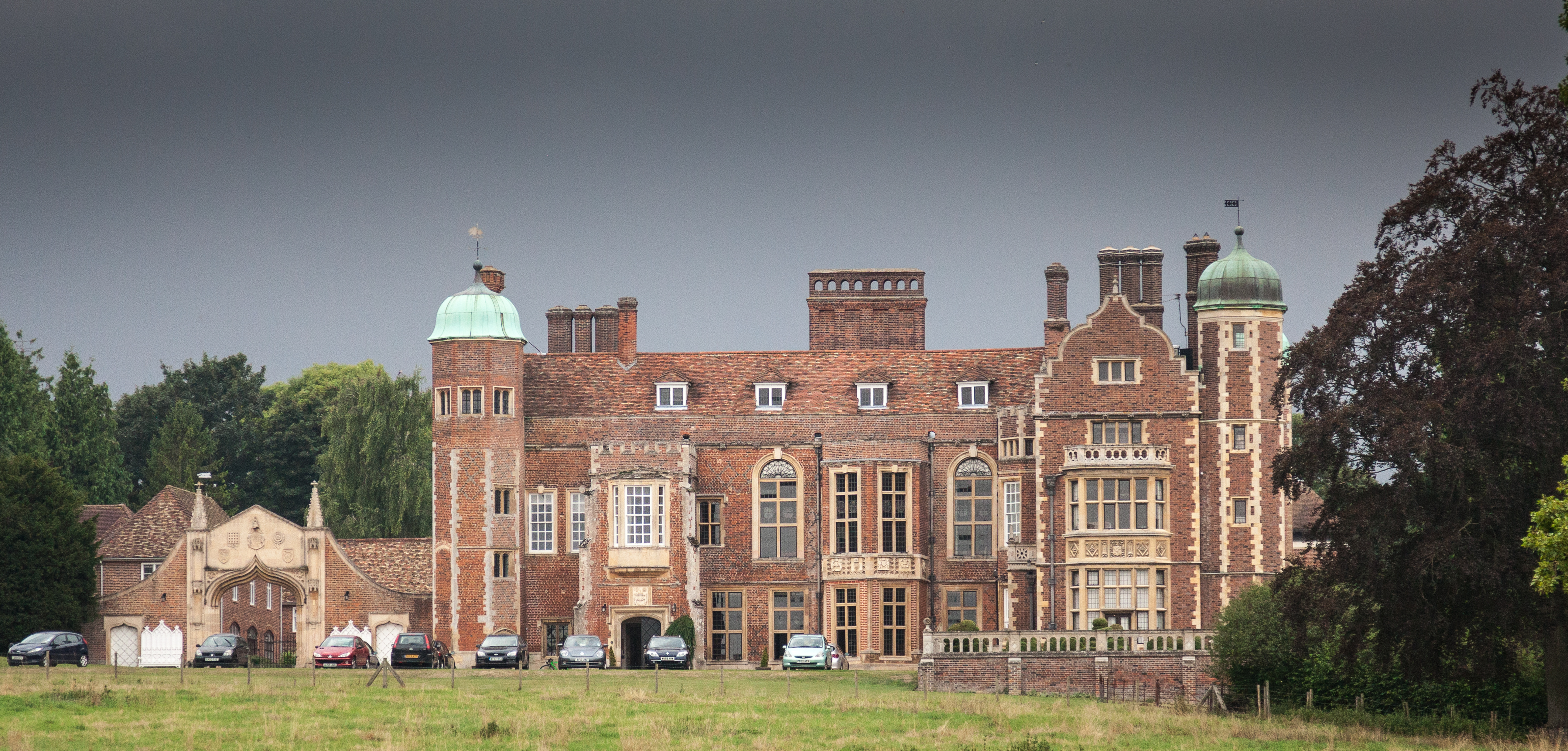
Madingley Hall

Construit par Sir John Hynde en 1543, le château fut la résidence de ses descendants durant les trois siècles suivants. Le château est entouré d'un grand parc. 
La reine Victoria loua le château en 1860 pour son fils Edward (le futur roi Édouard VII) qui y habita quand il était étudiant à l'Université de Cambridge. La famille Hynde vendit le bien en 1871. Depuis 1948, le château, son parc et ses terres sont la propriété de l'Université de Cambridge et sont attribués à son institut de formation continue.

### Cimetière américain

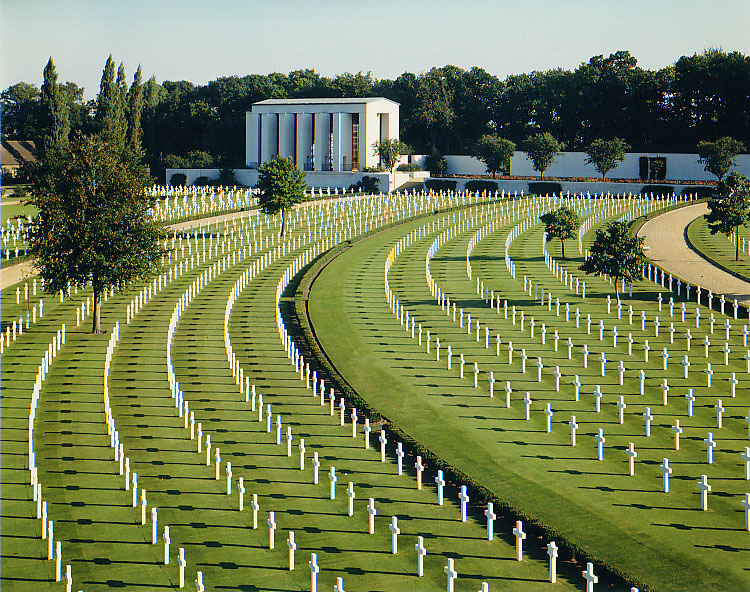
Cimetière et mémorial américain de Cambridge

Ouvert en 1956, le cimetière américain de Cambridge se situe sur le territoire de Madingley. Il est géré par l'American Battle Monuments Commission. 3 812 marins et aviateurs américains tombés pendant la Seconde Guerre mondiale (principalement lors de la Bataille de l'Atlantique et des bombardements stratégiques menés sur l'Europe occupée) y reposent, ainsi que 24 autres militaires alliés inconnus. Les murs commémorent les noms de 5 127 autres militaires américains disparus au combat, dont les corps n'ont pas été retrouvés.